# Anopsobius neozelanicus
Anopsobius neozelanicus är en mångfotingart som beskrevs av Filippo Silvestri 1909. Anopsobius neozelanicus ingår i släktet Anopsobius och familjen fåögonkrypare. Inga underarter finns listade i Catalogue of Life.